# Carlos Pinto Seidl
Carlos Pinto Seidl (Belém, 24 de novembro de 1867 – Rio de Janeiro, 29 de outubro de 1929) foi um médico brasileiro.
Foi eleito membro da Academia Nacional de Medicina em 1895.